# En contra de toda ley
En contra de toda ley (título original: Against the Law) es un telefilme de acción dirigida por Jim Wynorski y protagonizada por Nancy Allen, Richard Grieco y Nick Mancuso.

## Argumento
John Shepard es un policía. También es considerado como el mejor policía de Los Ángeles después de una heroica acción durante una redada contra unos narcotraficantes. Lo mismo cree Rex, un joven psicópata que está obsesionado en demostrar que él es el más rápido de los pistoleros. El objetivo de Rex es lograr que se haga una película sobre él, y para ello quiere matar en un duelo a Shepard ante una cámara de televisión.

## Reparto
| Actor             | Personaje                          |
| ----------------- | ---------------------------------- |
| Nancy Allen       | Maggie Hewitt                      |
| Richard Grieco    | Rex                                |
| Nick Mancuso      | Detective John Shepard             |
| Steven Ford       | Teniente Bill Carpenter            |
| Thomas Mikal Ford | Detective Siegel                   |
| Gary Sandy        | Jefe Leitner                       |
| Leslie Bega       | Lucia, el empleado de la licorería |
| James Stephens    | Detective Ben Hamada               |
| Herb Mitchell     | Carl Stensgard                     |
| Heather Thomas    | Felicity                           |
| Jaime Pressly     | Sally, la camarera                 |

## Producción
Steve Mitchell tuvo la idea de escribir el guion y finalmente lo hizo con la ayuda de Bob Sheridan para venderlo en un futuro lejano. Al respecto Mitchell pensó en dirigirla, pero al final, cuando Jim Wynorski leyó el guion y decidió dirigirla de inmediato, ambos, por razones económicas, decidieron vender el guion a él para que pudiese hacerla, aunque también lo hicieron a regañadientes.
Para el papel de Maggie Hewitt se pensó al principio en Nia Peeples, pero al final se decidió a coger a Nancy Allen, porque había participado en Robocop (1987).

## Recepción
Hoy en día la película ha sido valorada en portales cinematográficos. En IMDb, con 369 votos registrados, el filme obtiene una media ponderada de 4,3 sobre 10. En cuanto a La Vanguardia los usuarios, que dieron su opinión allí, le dieron a la película una aprobación del 60%.